# Triari
|  | Per a altres significats, vegeu «Triari (desambiguació)». |

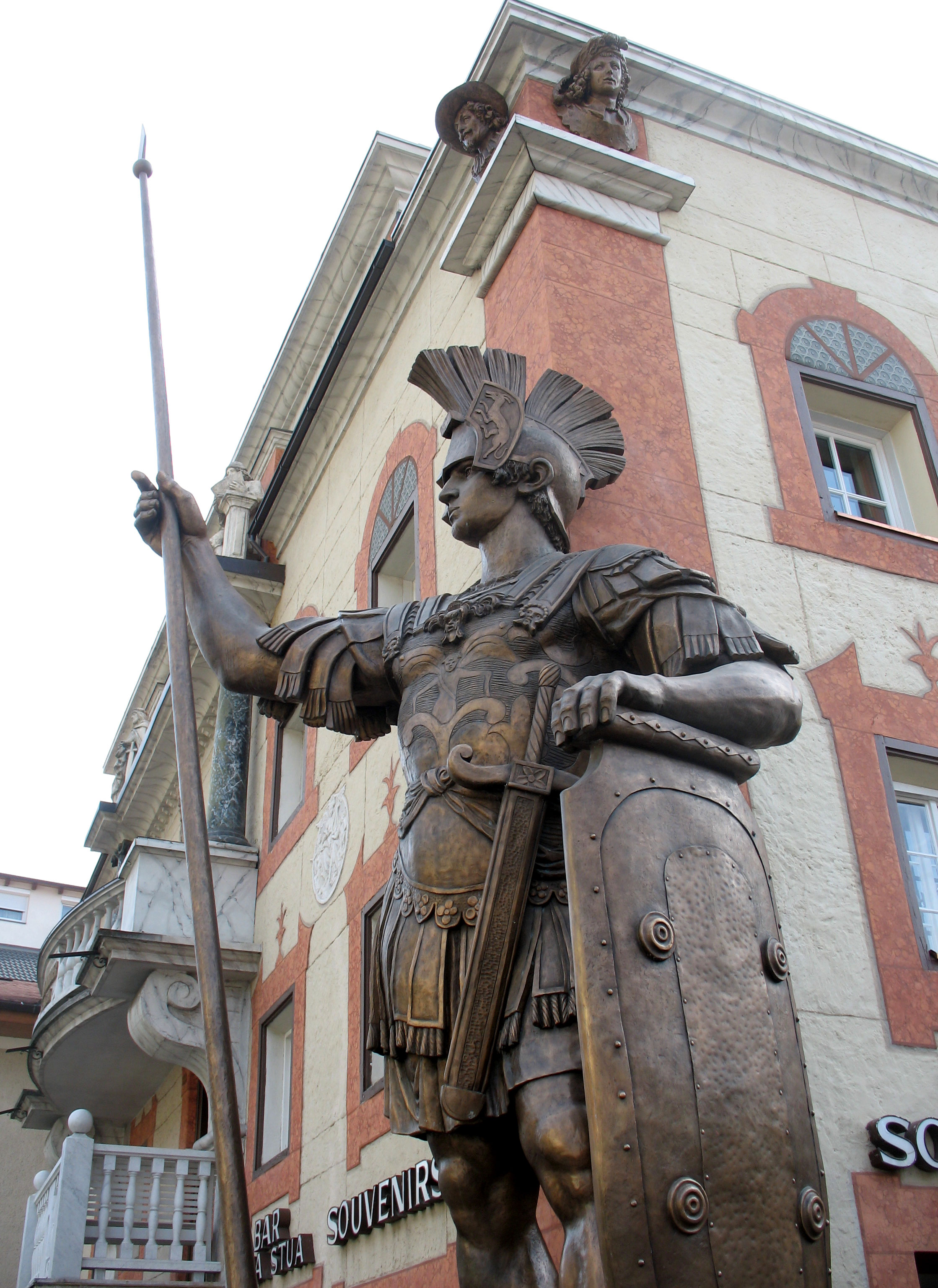
Escultura que representa un triari de Johann Baptist Moroder- Lusenberg (1870 – 1932) situada en la "Villa Venecia" en Urtijëi, Itàlia.

Els triaris (llatí: triarii) eren els soldats veterans de l'exèrcit republicà abans de les reformes de Gai Mari. El seu nom derivaria de la paraula llatina tres ('tres'), que indica que eren la tercera i última línia de soldats. Formaven l'última línia de batalla als manípuls. Els triaris eren molt menors en nombre comparats amb la resta de les tropes d'infanteria. En la formació clàssica de la legió romana es mantenien a l'última fila, com a tropes de reserva per situacions crítiques. Adoptaven una posició semblant a la de la falange grega, encara que de molta menys importància.
Els triaris, com la resta de legionaris, tenien l'obligació de portar una armadura completa (anomenada panòplia). Portaven un escut de forma oval, i en un principi n'havien portat un de rodó, anomenat clipeu. També duien una galea, un casc de bronze amb proteccions laterals, i una cuirassa. La seva arma característica era una llarga llança, l'hasta, encara que també disposaven d'una gladius, l'espasa dels legionaris que usaven almenys des de la Segona Guerra Púnica. Quan l'equipament de cada soldat a l'exèrcit anava a càrrec de cadascú, els triaris, per ser veterans, tenien més possibilitats econòmiques i les seves proteccions corporals eren de gran qualitat; entre d'altres, disposaven d'una cota de malla i proteccions addicionals al casc. La seva tasca consistia en actuar si les dues primeres línies del desplegament es col·lapsaven. En la majoria de batalles no entraven en combat, ja que la resta de tropes d'infanteria generalment derrotaven les tropes enemigues. Encara que no poguessin vèncer, els triaris oferien una forta resistència que permetia que la resta de l'exèrcit es reagrupés o bé es retirés ordenadament sense sofrir gaires danys.
Els triaris van ser dissolts, igual que la resta de categories de les tropes reclutades a partir de l'equip que es poguessin permetre, ja que es va formar un exèrcit professional amb equip estandarditzat per a tots a costa de l'estat, a partir de les reformes de Gai Mari. Durant l'època imperial la paraula triarii es donava a la tercera part de la cohort, però només era un títol honorífic, ja que tota la cohort estava armada i equipada de la mateixa manera.